# Attagenus atripennis atripennis
Attagenus atripennis atripennis es una subespecie de coleóptero de la familia Dermestidae.

## Distribución geográfica
Habita en Arabia Saudita, Yemen y en Etiopía.